# Commenda di San Giovanni di Pré
La commenda di San Giovanni di Pré è un complesso di edifici sito in Genova, in piazza della Commenda, nel quartiere di Prè, nei pressi della stazione ferroviaria di Genova Principe.
Il complesso consta di due chiese cattoliche in stile romanico, sovrapposte l'una all'altra, che costituiscono il grosso del corpo architettonico, e di un edificio a tre piani, la commenda, ovverosia il convento e l'ospitale (locali al piano terra), che assolveva alla duplice funzione di stazione marittima sulle rotte della Terrasanta e di ospedale (ospitaletto), inizialmente per i pellegrini e in seguito per i malati e gli indigenti della città.
Il convento, l'ospitale e la chiesa inferiore, che tra il 2009 e il 2020 avevano ospitato il Museoteatro della Commenda, sono oggi parte del MEI - Museo nazionale dell'emigrazione italiana, inaugurato il 12 maggio 2022, mentre la chiesa superiore, intitolata a san Giovanni evangelista, è tuttora un luogo di culto cattolico la cui comunità parrocchiale fa parte del vicariato "Centro Ovest" dell'arcidiocesi di Genova.

## Storia

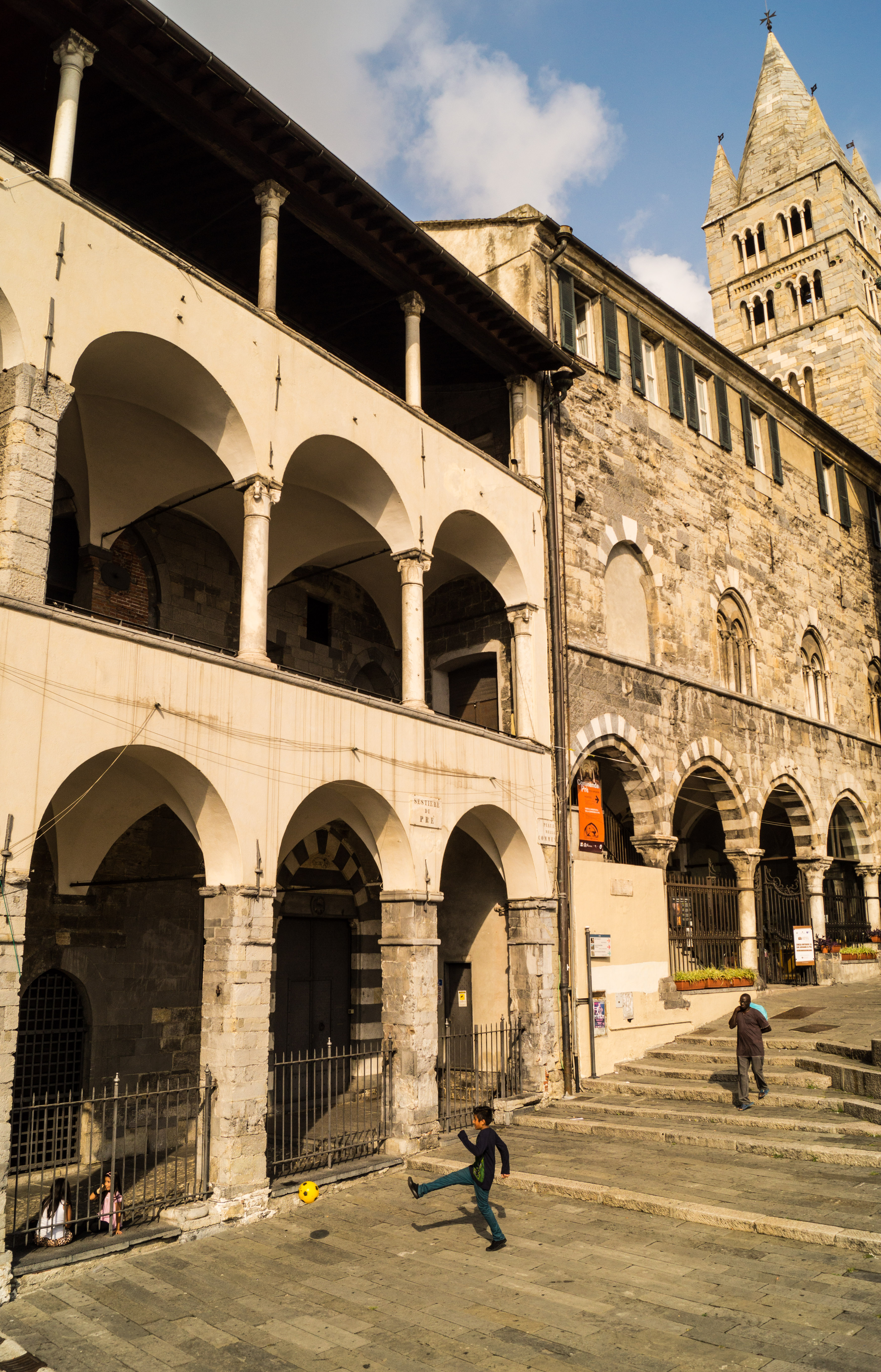
Veduta del complesso.

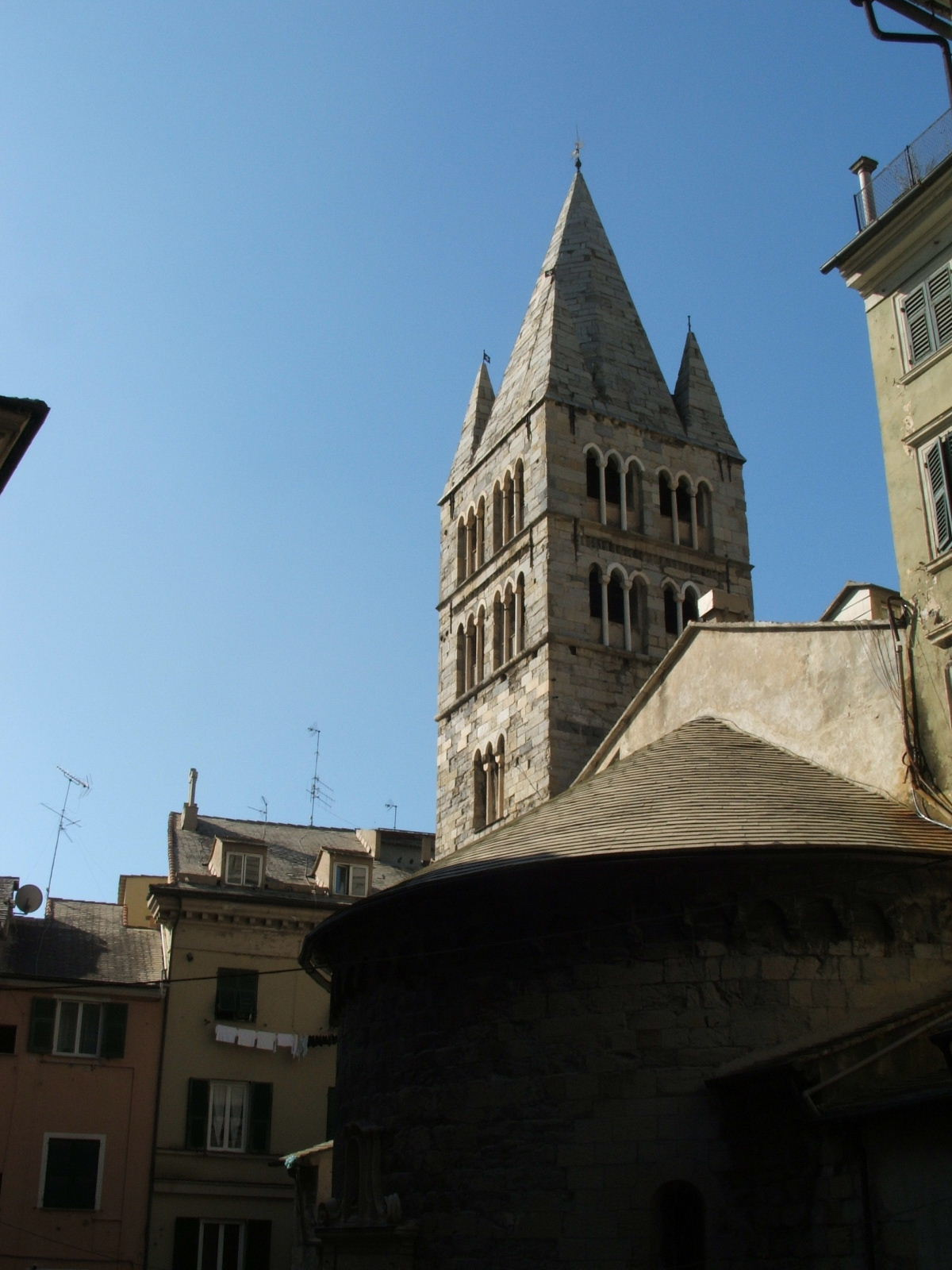
L'abside e il campanile

L'attuale complesso venne fabbricato a partire dal 1180 alla foce del rio S. Ugo, un breve torrente, oggi interamente coperto, che scende dalla retrostante collina. In quest'area, in origine affacciata direttamente sul mare, anticamente sorgeva una chiesa intitolata al Santo Sepolcro, eretta secondo alcune fonti nel 636, anche se la prima attestazione documentata è del 1098, quando vi furono deposte le presunte ceneri del Battista, qui trasportate dall'Oriente all'epoca della prima crociata, prima che fossero trasferite nella cattedrale di San Lorenzo. La chiesa apparteneva all'Ordine dei canonici del santo Sepolcro; con la caduta del Regno cristiano di Gerusalemme l'ordine fu disperso e le sue proprietà in Italia passarono ai cavalieri ospitalieri di san Giovanni di Gerusalemme.
La fondazione del complesso si deve a Guglielmo di Voltaggio (commendatore del Sovrano Militare Ordine di Malta). Il complesso serviva principalmente come ricovero per i pellegrini diretti in Terrasanta, all'epoca delle crociate (da Genova salpava infatti in quegli anni la terza crociata).
L'edificio, allora chiamato "S. Giovanni de Capite Arene", all'epoca della sua costruzione era situato fuori dalle mura cittadine, in una zona ancora scarsamente popolata, e fu compreso all'interno della cinta muraria solo con l'ampliamento trecentesco.
L'ospitale di San Giovanni di Pré per tutto il Medioevo fu un importante punto di contatto tra le vie di terra provenienti dal Nord Italia e più in generale da tutta l'Europa occidentale e le rotte che da Genova portavano in tutti i porti del Mediterraneo. Per secoli fu un punto di riferimento essenziale per tutti coloro, cavalieri, soldati, mercanti, ecclesiastici e pellegrini, che per i motivi più diversi da qui transitavano diretti verso le sponde del Nord Africa, l'Asia Minore e la Terrasanta.
Su piazza della Commenda sono affacciate le strutture architettoniche più elaborate: le logge del convento e il lato meridionale della chiesa in cui si apre una serie di bifore. La chiesa superiore, priva di facciata, nel Medioevo era adibita a uso esclusivo dei cavalieri gerosolimitani, che vi accedevano direttamente dal piano loggiato, mentre quella inferiore era destinata ai pellegrini e agli abitanti, anche se a quell'epoca la zona circostante non era ancora molto popolata; nel XVIII secolo la chiesa superiore divenne luogo di culto pubblico e quella inferiore sede di confraternite. Un cunicolo dal salone-dormitorio a pianterreno portava direttamente al vicino approdo, sicché i cavalieri potevano imbarcarsi senza uscire dall'edificio.
Una lapide ricorda il soggiorno del papa Urbano V dal 13 al 20 maggio 1367, durante il suo viaggio di rientro da Avignone. Per oltre un anno, tra il 1385 e il 1386, vi soggiornò Urbano VI. Questo pontefice, fuggito dal castello di Nocera, dove era assediato dalle truppe di Carlo III, re di Napoli, si era rifugiato a Genova portando con sé come prigionieri alcuni cardinali che avevano congiurato contro di lui, e che proprio alla Commenda furono giustiziati nel dicembre 1385 (o nel gennaio 1386) e sepolti in un luogo prossimo alla chiesa. I loro resti furono rinvenuti nel 1829 durante lavori in un terreno adiacente al complesso.
In origine il complesso formato dalla chiesa inferiore e dall'ospedale era probabilmente intitolato al protettore degli ospitalieri, san Giovanni Battista, e solo agli inizi del Seicento si ha notizia dell'intitolazione a san Giovanni evangelista, mentre la chiesa superiore era chiamata "di S. Maria". Nel tempo si ebbero altre variazioni della denominazione: dal 1697 il titolo di S. Giovanni Evangelista passò alla chiesa superiore e quella inferiore fu intitolata a sant'Ugo, finché nella prima metà dell'Ottocento i due titoli furono uniti.
A causa delle leggi di soppressione degli ordini religiosi emanate nel 1798 dalla Repubblica Ligure il complesso, esclusa la chiesa superiore, fu espropriato dal governo e adibito a vari usi. Nel 1834 una parte della chiesa inferiore fu concessa in locazione alla congregazione degli operai evangelici franzoniani. La chiesa fu consacrata dall'arcivescovo Salvatore Magnasco l'8 giugno 1873.
Il complesso, dopo i recenti restauri, si presenta pressoché integro nel suo aspetto romanico, con la severità dei muri in pietra nera di Promontorio, il calore dei mattoni, l'eleganza delle colonne in marmo e dei soffitti in legno dipinti con motivi geometrici e floreali.
Subì una prima ristrutturazione nel 1508, per iniziativa del commendatore Brasco Salvago, nella parte conventuale e una seconda, nel tra il 1721 e il 1731, per opera di Gerolamo Basadonne, nella chiesa superiore quando fu addirittura capovolto l'orientamento della chiesa stessa, in origine rivolto a levante come tutte le antiche basiliche. Questa inversione si rese necessaria per creare un accesso indipendente dall'esterno alla chiesa superiore, fino ad allora riservata solo ai cavalieri e quindi accessibile solo dall'interno del convento.
Vari interventi di restauro furono eseguiti a più riprese tra il 1870 e il 1936, e ancora, a cura della Soprintendenza ai beni architettonici e ambientali, negli anni sessanta quando la struttura fu riportata all'originale stile romanico; questa fase dei restauri ha rimesso in luce anche gli affreschi e le soffittature lignee.
Un nuovo restauro complessivo si attuò nel 1992 in occasione del cinquecentesimo anniversario della scoperta dell'America adibendo le sale a spazi espositivi e quindi sede di mostre di carattere storico.

## Struttura

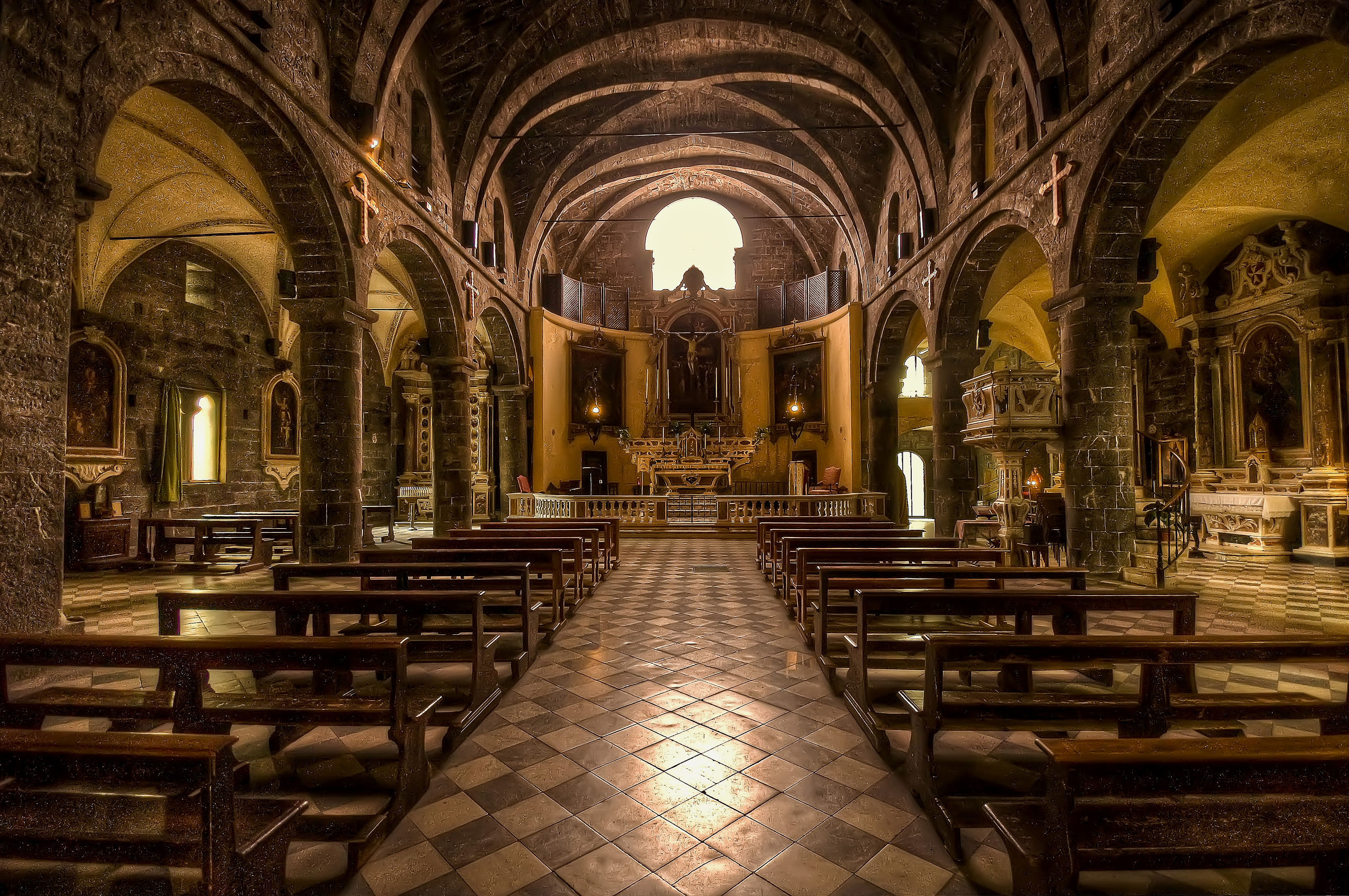
Chiesa superiore.

### La chiesa superiore
La chiesa è accessibile attraverso l'attigua salita San Giovanni, ingresso che fu ricavato al centro dell'antica abside nel 1731 quando la chiesa, fino a quel momento a uso esclusivo dei cavalieri, fu aperta al culto pubblico. Con l'operazione realizzata dal Basadonne furono invertiti gli spazi interni causando la soppressione della prima campata e quindi la costruzione di una nuova abside dalla parte opposta della navata centrale.
La struttura si presenta a tre navate con una volta a crociera in pietra nera, sostenuta da possenti costoloni e massicce colonne e considerata una delle più vaste volte in pietra tra le chiese europee.

### La chiesa inferiore

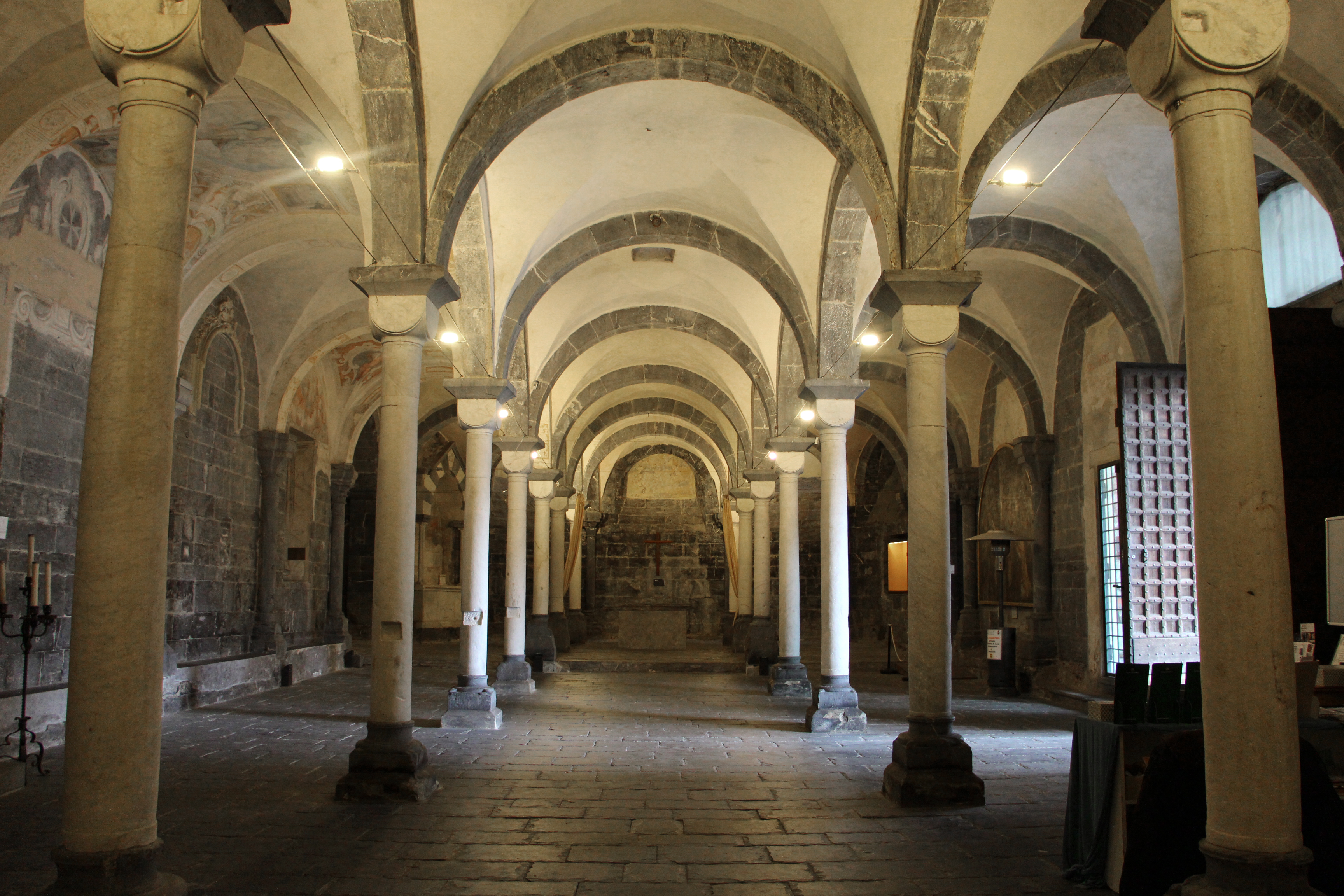
Chiesa inferiore

Si accede alla chiesa inferiore lateralmente attraverso un portale aperto nel porticato sotto il fianco destro della complesso. Anticamente spazio dedicato al culto pubblico, come la chiesa superiore si presenta anch'essa a tre navate con volta a crociera.
Una ristrutturazione e conservazione degli interni si attuarono in occasione del Giubileo del 2000 dove gli interventi riportarono gli spazi alle origini. Tra le diverse opere che qui furono conservate vi fu una pala d'altare, Dottori della Chiesa, del pittore Pier Francesco Sacchi e databile al 1515; l'opera è oggi conservata al Museo del Louvre di Parigi.

### Il campanile

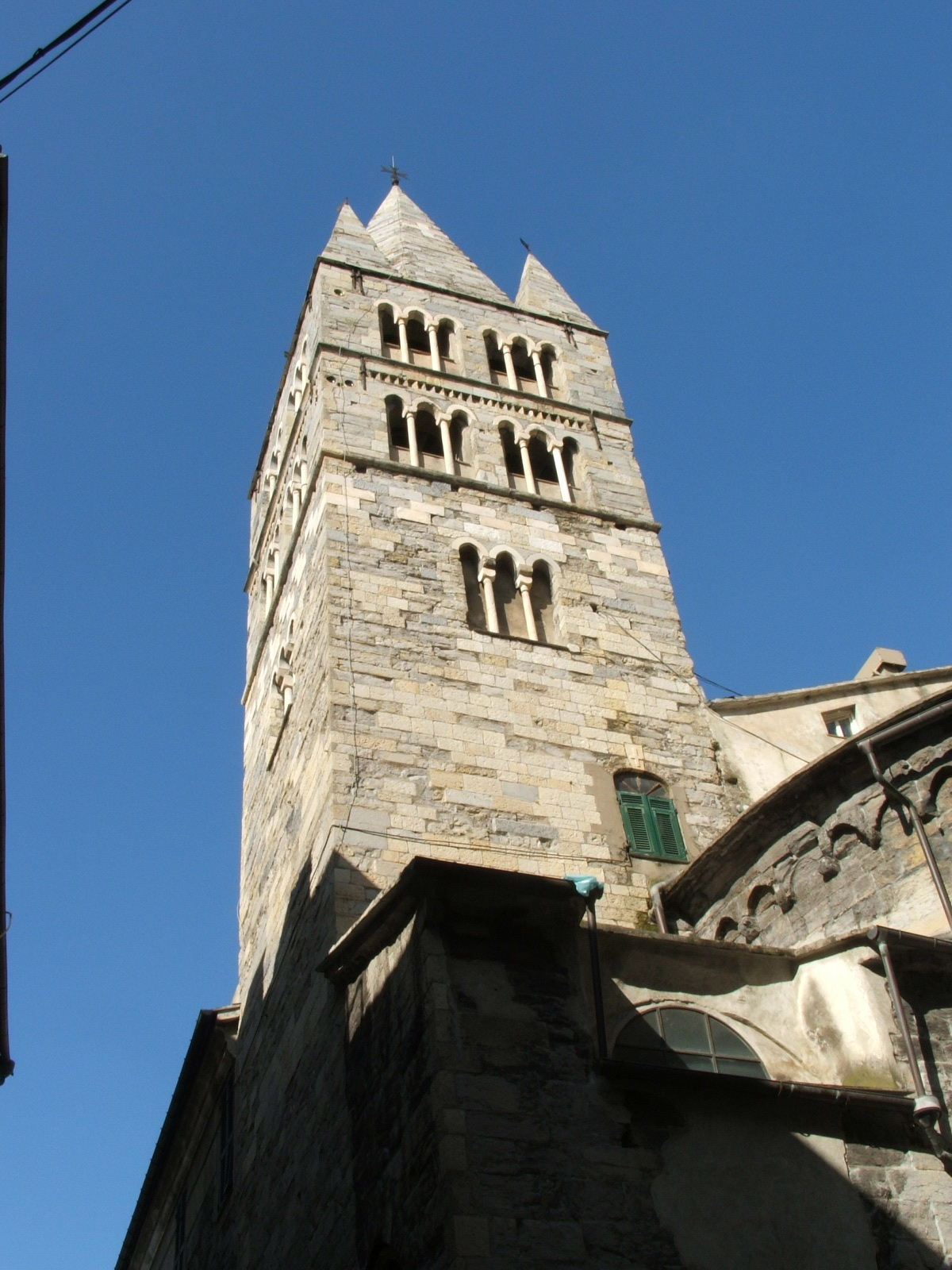
Il campanile

Il campanile, a base quadrata, ornato da tre ordini di trifore, fu realizzato contemporaneamente alla chiesa e nel XIII o XIV secolo fu completato con la cuspide piramidale a base ottagonale, elemento tipico del romanico genovese, circondata da quattro pinnacoli agli angoli. Durante gli avvenimenti del 1746 (occupazione di Genova nel corso della guerra di successione austriaca) la cuspide fu gravemente danneggiata. Un'epigrafe alla base del campanile riporta la data di inizio lavori, il 1180, e ricorda Guglielmo, il fondatore del complesso, con la sua effigie a bassorilievo.

### Le opere
Tra le opere pittoriche conservate nella chiesa superiore vi sono i dipinti, nelle pareti dell'abside, della Madonna con i Santi Giovanni Battista e Brigida del pittore Giulio Benso e a sinistra la Madonna in trono con San Giovanni e altro santo del pittore Bernardo Castello e databile al 1599.
Nel primo altare della navata destra vi è la tela di Carlo Giuseppe Ratti raffigurante Il presepe, nel secondo il dipinto Sant'Ugo Canefri di Lorenzo De Ferrari databile al 1730 circa; A destra nel coro il dipinto di Lazzaro Tavarone del 1614 ritraente Il Battista ammaestra i discepoli, al centro la tela di Giovanni Domenico Cappellino de I figli di Zebedeo e a sinistra San Leonardo assiste una regina partoriente del pittore Simone Barabino del 1615 circa.

## Museo nazionale dell'emigrazione italiana
Gli spazi della Commenda ospitano dal 12 maggio 2022 il MEI - Museo nazionale dell'emigrazione italiana, parte del circuito del Mu.MA - Istituzione Musei del Mare e delle Migrazioni, costituito nel 2005, che comprende anche il Galata − Museo del mare, il Museo navale di Pegli e il complesso monumentale della Lanterna.
La Commenda in precedenza ospitava il Museoteatro della Commenda di Pré, attivo tra il maggio 2009 e il 6 gennaio 2020, quando è stato chiuso per permettere l'allestimento del Museo nazionale dell'emigrazione italiana.
Il MEI, istituito nel dicembre 2008 dal Ministero degli affari esteri in collaborazione con il Ministero per i beni e le attività culturali, fu inaugurato nel 2009 nella sua sede provvisoria, l'ex gipsoteca del Vittoriano a Roma, ove rimase fino al 2016, quando fu avviata la procedura di scelta della sede definitiva, individuata poi nel 2018 nella Commenda a Genova, ove aprì nel 2022.
Il MEI include la mostra "Memoria e migrazioni", dedicata all'emigrazione italiana, inaugurata al Galata - Museo del Mare nel 2011: tale mostra spazia dagli emigrati italiani che si imbarcarono a Genova dalla metà del XIX secolo, diretti verso Stati Uniti e Argentina, a quelli che nel secondo dopoguerra si spostarono verso il nord dell'Europa. Viene inoltre rivolta particolare attenzione alle migrazioni interne, da sud a nord e dalle campagne verso le città.